# Tollet
Pour les articles homonymes, voir Tollet (homonymie).
Tollet est une commune autrichienne du district de Grieskirchen en Haute-Autriche.